# Meteorologija
Meteorologija ili vremenoslovlje (grč. μετεωρολογία: naučavanje o nebeskim pojavama) je znanost o Zemljinoj atmosferi i promjenama u njoj. Meteorologija proučava promjene vremena oko nas. Meteorologija je grana geofizike. Razvoj meteorologije započeo je tek polovinom 17. stoljeća, primjenom prvih mjernih instrumenata za mjerenje meteoroloških pojava. Neke od glavnih pojava koje se proučavaju jesu količina i vrsta oborina, grmljavinske oluje, tornadi, tropski cikloni i tajfuni. Bitan utjecaj vremena na ljude i ljudske aktivnosti doveo je do razvoja znanosti o prognoziranju vremena. Proučavanje međudjelovanja atmosfere i oceana zajedničko je područje meteorologije i oceanografije.

## Povijest meteorologije
Najstariji počeci meteorologije nalaze se u prastarom, neprekidnom zanimanju čovjeka za zbivanja u prirodi. Pojave koje je čovjek opažao na nebu objašnjavali su mističkim silama, a ta su shvaćanja zadržali još i danas neki narodi.
Riječ meteorologija potječe od grčke riječi meteoron koja se odnosila na sve pojave na nebu. Zanimanje čovjeka za vrijeme koje ga okružuje postojalo je otkad i sam čovjek. Već u staroj Kini, Indiji, Egiptu i Grčkoj ljudi su raspravljali o vjetrovima i oborinama te pokušavali shvatiti i objasniti te vremenske pojave. Prva knjiga s opisom i tumačenjem vremenskih pojava je Aristotelova Meteorologica (340. g. prije Krista), a obuhvaćala je sve pojave iznad tla. Veliki utjecaj i na kasnija razdoblja imao je Aristotel, pa se zato smatra njenim osnivačem. Skoro cijelo sljedeće tisućljeće meteorologija se vrlo slabo razvijala. Iz tog vremena postoje rijetki zapisi (anali), uglavnom crkveni, o vremenskim pojavama i posebno nepogodama. 
Početci meteorologije leže u promatranju trenutačnog vremena i nagađanja kakvo bi ono moglo biti u vrlo bliskoj budućnosti. Aristotelov nauk i njegova Meteorologica bili su u antici i srednjem vijeku vrlo cijenjeni i zapravo jedini koliko-toliko znanstveni meteorološki temelji. U ljetopisima i dnevnicima iz srednjeg vijeka postoje dragocjene zabilješke o vremenskim pojavama i nepogodama, no tada još nije bilo nikakvih instrumentalnih mjerenja.
Tako je bilo sve dok R. Descartes, G. Galilei i ostali nisu nagađanja počeli mijenjati instrumentalnim promatranjima početkom 17. stoljeća. Prva meteorološka mjerenja pomoću mjernih instrumenata započeli su Galilejevi učenici (1645.) u Firentinskoj akademiji. Najosnovniji instrumenti za provođenje tih promatranja i mjerenja — barometar, vlagomjer ili higrometar i termometar — izumljeni su u razdoblju između 1650. i 1750. godine. Spajanje teorije i pokusa uključivalo je i Newtonove zakone gibanja, pokuse B. Pascala, E. Mariottea, R. Hookea, E. Halleyja i ostalih na hipsometriji (preciznom mjerenju nadmorske visine), zatim istraživanja R. Boylea s plinovima te Halleyja, Hadleyja i d'Alemberta o atmosferskoj cirkulaciji. Već 1686. engleski astronom E. Halley objavljuje prvu kartu vjetrova u tropskom području, što je tada bilo od osobitog značenja za plovidbu jedrenjaka.
U 18. stoljeću razvijaju se fizikalne znanosti, posebno termodinamika. G. D. Fahrenheit i A. Celsius uvode ljestvice na termometrima, a J. Black doprinosi teorijskom razvoju meteorologije jasnim razlučivanjem pojmova temperature i topline. Podaci meteoroloških mjerenja, a i otkriće osnovnih zakona fizike, omogućili su bolje razumijevanje nekih meteoroloških pojmova, prije svega tlaka zraka. Već je 1648. B. Pascal ustanovio da tlak zraka opada s nadmorskom visinom, a 1685. E. Halley, polazeći od Boyle-Marriotteova zakona, postavlja izraz za proračun visine nekog mjesta na osnovi mjerenja tlaka. H. B. Saussure, penjući se na alpske vrhunce, ispituje promjenu meteoroloških pojava s visinom. J. Charles prvi je 1783. u slobodnom balonu ponio termometar i barometar do visine 3 467 m i tako započeo aerološka mjerenja. Tek kad je R. Assmann izumio 1887. aspiracijski psihrometar, mogle su se besprijekorno mjeriti temperatura i vlaga zraka. U 19. stoljeću počinju mjerenja visokih slojeva atmosfere pomoću slobodnih balona s uređajima za obilježavanje, a 1902. otkrivena je tropopauza (R. Assmann i L. P. Teisserene de Bort).
Do 1850. standardizirani su termometri, B. Franklin proučavao je munje i izumio gromobran, J. Dalton postavio je temelje za mjerenje isparavanja i vlažnosti zraka, a L. Howard klasificirao je oblake. Početkom 19. stoljeća javne ustanove ali i amateri počinju pratiti i bilježiti vremenske prilike.
U 19. stoljeću uvodi se u meteorologiju sinoptička metoda, to jest istodobno promatranje stanja atmosfere na velikom području. U gotovo svim razvijenijim zemljama uspostavlja se mreža meteoroloških stanica i organizira se meteorološka služba. H. W. Brandles izrađuje prvu sinoptičku kartu Europe, no veći poticaj za uvođenje sinoptičke metode, odnosno za uvođenje meteorološke službe, pojavljuje se tek poslije 1856., kad je U. Le Verrier dokazao da se upotrebom sinoptičke metode mogla predskazati velika oluja (1854.), koja je oštetila francusku i britansku flotu na Crnom moru pred Krimom. Otada se proširuje mreža meteoroloških stanica, uvode se meteorološka mjerenja na moru, postavljaju se osnove klimatologije i sve više se istražuju procesi u atmosferi.
Nakon što je u Krimskom ratu francuska flota bila teško oštećena u snažnoj oluji, zemlje zapadne Europe i Sjeverne Amerike započele su ozbiljne pokušaje skupljanja podataka o vremenu na mnogo mjesta istovremeno pomoću nedavno izumljenog telegrafa. Razvoj pouzdanih satova omogućio je stalnost i točnost promatranja na širem području. Izumljeni su i anemometri, a uskoro je za održanje i očitavanje uređaja uvedena i električna struja. S razvojem prometa baloni, zmajevi i zrakoplovi uskoro su na svojim letovima nosili i meteorološke instrumente kroz troposferu, najniži sloj Zemljine atmosfere, sve do stratosfere, idućeg sloja atmosfere. Stratosfera je otkrivena, opisana i nazvana malo nakon 1900. Stalna mjerenja po visini započela su oko 1920., nakon što su izumljeni radio-uređaji na baterije koji su bili postavljani na balone. Podatci o stanju vremena na većim visinama dali su potpuniju sliku stanja atmosfere i bolji uvid u pojave na tim visinama, poput mlazne struje.
Za razvoj meteorologije posebno su važni bili radovi H. Helmholtza, koji u meteorologiju počinje primjenjivati zakone mehanike fluida. Pojam cirkulacije potječe od W. Thomsona (Lord Kelvin), a J. Bjerknes postavlja teorijske osnove fizikalnih procesa u atmosferi, s posebnom primjenom na visinske karte. On je najvažniji prestavnik takozvane bergenske škole, koja je potkraj dvadesetih godina 20. stoljeća uvela u meteorološku praksu pojam zračne mase i fronte, te umnogome razvila metode prognoze vremena. Primjenom radiosondi početkom 1930-tih godina, započinju redovna mjerenja slobodne atmosfere i primjena visinskih (aeroloških) mjerenja. U tom razdoblju doprinose razvoju meteorologije radovi C. G. Rossbyja, a i nagli razvoj zrakoplovstva.
Termodinamika, koja se počela razvijati sredinom 19. stoljeća, omogućila je velik broj novih jednadžbi koje opisuju atmosferu i promjene u njoj. Od 1850. do 1950. dominantna grana meteorologije bila je sinoptička meteorologija. Oko 1920. empirijska iskustva prepuštaju mjesto fizici, a znanstvenici V. Bjerknes i njegov sin Jacob sve te ideje oblikovali su u teoriju o polarnoj fronti, uključujući ključne pojmove fronte i zračnih masa.
Poslije Drugog svjetskog rata, zahvaljujući velikom proširenju mreže prizemnih i aeroloških stanica, rezultatima opsežnih teorijskih istraživanja i upotrebi elektroničkih računala, omogućena je primjena numeričkih modela za prognozu vremena. U zadnje vrijeme meteorološki podaci sve više služe svakodnevnom životu, privredi, industriji i tehnici, što znatno otklanja neizvjesnosti koje su se ranije morale uvažavati s obzirom na utjecaj atmosfere na planiranje ljudskih aktivnosti. Razvijene su mnoge grane meteorologije, čemu je posebno doprinio brzi razvoj mjernih instrumenata, osobito elektronike. Široka primjena elektroničkih računala i novih metoda mjerenja pomoću umjetnih satelita, radara i drugog omogućuje nove spoznaje i bolje razumijevanje atmosferskih procesa.
Moderna dinamička meteorologija rođena je 1948., kad je Jule Charney uspio reducirati složene dinamičke jednadžbe (koje je već 1904. postavio stariji Bjerknes) na jednostavniji oblik. Istovremeni razvoj digitalnog računala osigurao je da Charneyjeva metoda rješavanja jednadžbi ima veliku praktičnu korisnost jer se omogućilo da prognoziranje vremena bude osnovano na rješenjima dinamičkih jednadžbi kao funkcija vremena. Od 1948. naglo se razvija i radarska tehnologija pa se već dvije godine poslije radarima moglo razlikovati sastav oblaka po količini vode u njima i tako otkriti oluje, osobito one grmljavinske. Od sredine šezdesetih godina izumljeni su i radari koji su Dopplerovim učinkom davali podatke i o brzini. Nakon 1960. umjetni sateliti su počeli slati detaljne slike cijele Zemljine površine.
Astronomija i proučavanje meteora kao padajućih zvijezda kasnije se izdvojila kao posebna znanstvena disciplina. Meteorologija postupno se ograničila na proučavanje atmosfere. Mnoge vremenske pojave i danas se nazivaju meteorima, poput hidrometeora (tekuća ili smrznuta voda koja pada na tlo u obliku kiše, snijega, tuče, magle i drugo), litometeorima (suhe čestice prašine, pijeska ili dima), fotometeorima (optičke pojave poput hala, duge) i elektrometeorima (električne pojave kao što su munje, sijevanje, vatra svetog Ilije).
Moderna meteorologija prvenstveno se bavi tipičnim i najvidljivijim oblicima vremena poput grmljavinskih oluja, tropskih ciklona, tornada, fronti i slično. Meteorologija se najčešće opisuje kao fizika atmosfere jer u modernoj meteorologiji fizika ima ogroman značaj. 

### Današnja meteorologija
Razvitkom meteorologije otvorila se mogućnost njenog iskorištavanja u svakodnevnom životu za potrebe čovjeka, što je potaknulo organizaciju i nastanak prvih meteoroloških službi, ali i razvilo spoznaju o velikoj važnosti međunarodne suradnje. Ljudi su brzo shvatili da vrijeme i meteorološka zbivanja ne poznaju državne granice i da prelaze granice kontinenata.
Međunarodna povezanost u meteorologiji utemeljena je na Prvom međunarodnom kongresu meteorologa u Beču 1873., gdje je osnovana Međunarodna meteorološka organizacija (eng. International Meteorological Organization – IMO). Ta organizacija je 1951. prerasla u Svjetsku meteorološku organizaciju (eng. World Meteorological Organization – WMO), posebnu agenciju Ujedinjenih naroda. 1. rujna 1993. WMO je obuhvaćao 167 država i 5 teritorija članica, uključujući i Hrvatsku. Zadaća je Svjetske meteorološke organizacije sudjelovanje u organiziranju mreže meteoroloških postaja na kojima će se mjeriti i opažati meteorološke pojave na jedinstven način, sudjelovanje u organiziranju sustava brze razmjene meteoroloških izvješća, organiziranje znanstvenih istraživanja te pomaganje primjene meteorologije u svim ljudskim djelatnostima.
Meteorologija kao znanost i dalje se razvija. Od velike su pomoći i nagla kompjuterizacija i automatizacija, pogotovo u iskorištavanju ogromnog broja motrenja koja se dnevno obavljaju tradicionalnim, ali i novim instrumentima. Na primjer razvoj Dopplerova radara ključan je za pravodobna i što točnija upozorenja za nadolazeći tornado ili druge mjesne vremenske događaje koji predstavljaju opasnost ljudima i imovini. Nova moćna računala jedina mogu u vrlo kratkom vremenu obraditi mnoštvo podataka koji svakog trenutka stižu sa svih strana svijeta, što je ključno za pravovremeno i točno rješavanje složenih jednadžbi koje opisuju i predviđaju stanje atmosfere.
Određen broj svih tih informacija širi se svijetom posredstvom Globalnog telekomunikacijskog sustava Svjetske meteorološke organizacije, ali dobar dio ne šalje se u javnost zbog komercijalnog interesa, nacionalne sigurnosti i logistike nekih zemalja. Iz tog razloga diljem svijeta postoji nekoliko središta koja pomoću brzih i moćnih računala te računalnih modela izvode simulacije vremena u budućnosti temeljene na dosadašnjim opažanjima. Jedno od tih središta je i Europski centar za srednjoročnu prognozu vremena (ECMWF) u engleskom Readingu.
Vrlo bitan dio meteorologije predstavljaju meteorološka opažanja i mjerenja. Ona se vrše na mnoge načine, najčešće u meteorološkim postajama, a od velike su važnosti u novije vrijeme radio, radar i umjetni sateliti. Računalna tehnologija uspješno se i uvelike koristi, uključujući numeričke modele, interaktivnu analizu podataka i njihovo potpuno razumijevanje.
Meteorologija djeluje u vezi s mnogim granama znanosti koje se bave čovjekovom okolinom. Neke od važnijih su: aeronautika, agrikultura, arhitektura, ekologija, proizvodnja energije, šumarstvo, hidrologija, oceanografija i medicina. Mnoge od navedenih znanosti uvelike ovise o učincima vremena na određenom mjestu, no hidrologija i oceanografija utječu i povratno na meteorologiju jer svojim učincima mijenjaju i atmosferske uvjete na Zemljinoj površini.

## Podjela meteorologije
Razvojem meteorologije nastale su kroz posljednja dva i pol stoljeća pojedine velike i samostalne grane, koje se međusobno razlikuju po predmetima proučavanja i po metodama istraživanja. U osnovi, meteorologija se može razvrstati na nekoliko disciplina. Meteorologija se dijeli na različite grane, od kojih svaka ima posebne metode istraživanja. Utvrđivanjem zakonitosti atmosferskih procesa bavi se dinamička meteorologija, prognozom vremena sinoptička meteorologija, prosječnim stanjem atmosfere i klimom različitih krajeva klimatologija, istraživanjem viših slojeva atmosfere aerologija i aeronomija, istraživanjem prizemnoga sloja atmosfere mikrometeorologija, a utjecajima atmosfere na biljni i životinjski svijet biometeorologija. Primjenom meteoroloških zakonitosti za unaprjeđenje pojedinih grana ljudske djelatnosti razvila se zrakoplovna meteorologija (osiguranje i zaštita zračnoga prometa), pomorska meteorologija (u vezi s pomorskom navigacijom), poljoprivredna ili agrometeorologija (u vezi s poljoprivredom), radarska meteorologija (istraživanje stanja atmosfere, u prvom redu oblaka, oborina i vjetra) i drugo. Fizička meteorologija u užem smislu dijeli se na atmosfersku optiku, znanost o atmosferskom elektricitetu, atmosfersku akustiku i drugo; osim toga istražuje i pojave zračenja, isparavanja, mikrofiziku oblaka (postanak oblaka i oborina). Glavna su područja istraživanja u meteorologiji: struktura i sastav atmosfere, pretvorba različitih oblika energije u atmosferi kojima je glavni izvor energija direktnog ili indirektnoga zračenja Sunca, toplinski režim i ponašanje vodene pare u atmosferi, opća cirkulacija atmosfere i problemi u vezi s gibanjem zraka, problemi prognoze vremena i drugo.
Razvitak meteorologije prouzročio je i njenu podjelu:
- Opća meteorologija bavi se proučavanjem svih meteoroloških elemenata i pojava te osnovnih procesa u glavnim crtama, uključujući metode meteoroloških motrenja i meteorološke instrumente.
- Dinamička meteorologija proučava dinamiku atmosfere. Procese u atmosferi objašnjava zakonima fizike pomoću matematike.
- Sinoptička meteorologija proučava vremenske prilike iznad velikih zemljopisnih područja, primjenjujući zemljopisne karte na kojima su meteorološka motrenja ucrtana za primjenu u vremenskoj analizi i prognozi, za jedno mjesto ili područje, za kraće ili dulje razdoblje.
- Klimatologija proučava srednje stanje atmosfere u vremenu i prostoru, kao odraz ponašanja vremena u višegodišnjem razdoblju.
- Aerologija proučava slobodnu atmosferu i njezino uspravno protezanje do većih visina, približno do 40 km.
- Aeronomija proučava gornju atmosferu u odnosu prema sastavu, svojstvima i gibanjima te zračenjima primljenim iz svemira.
- Mikrometeorologija proučava meteorološke uvjete malih razmjera, sadrži detaljnija mjerenja blizu Zemljine površine u kratkom razdoblju i na malom području.
- Fizička meteorologija proučava fizikalna svojstva i procese atmosfere kao sastav zraka i oblaka, zračenja, akustiku, optiku i elektricitet atmosfere.

Prema područjima praktičke primjene rezultata meteoroloških istraživanja postoji više meteoroloških disciplina: 
- Zrakoplovna meteorologija opskrbljuje obavijestima o vremenu službe zračne plovidbe za potrebe zračnog prometa i zrakoplovne tehnike.
- Pomorska meteorologija (koja uključuje i riječnu) opskrbljuje obavijestima o vremenu službe raznih pomorskih djelatnosti za potrebe pomorskog i riječnog prometa.
- Meteorologija kopnenog prometa od pomoći je službama kopnenog prometa (ceste, željeznice, unutarnji promet).
- Tehnička meteorologija pomaže službama tehničkih grana, za praktičnu primjenu meteorologije u telekomunikacijskom prometu, elektroprivredi, urbanizmu, građevinarstvu (brane, cjevovodi, žičare), turizmu i drugom.
- Agrometeorologija proučava međudjelovanje meteoroloških i hidroloških čimbenika i poljoprivrede u najširem smislu, uključujući vrtlarstvo, domaće životinje i šume.
- Biometeorologija proučava utjecaje vremenskih procesa na žive organizme.
- Humana meteorologija proučava utjecaje vremena na život i zdravlja ljudi.
- Ekološka meteorologija dio je biometeorologije koja proučava odnos između živih organizama i njihovog klimatskog okruženja.
- Nuklearna meteorologija bavi se problemima širenja radioaktivnih plinova u atmosferi;
- Radarska meteorologija bavi se primjenom radara u meteorološkim istraživanjima oblaka i oborina te u prognozi vremena;
- Radio meteorologija proučava širenje radio valova u atmosferi;
- Satelitska meteorologija bavi se primjenom umjetnih satelita radi mjerenja i sakupljanja podataka za prognozu vremena, klimatologiju i fizikalnu meteorologiju uopće;
- Tehnička meteorologija služi se spoznajama iz različitih grana meteorologije da bi ih praktički primijenila u građevinarstvu, urbanizmu, problemima zagađenosti zraka, turizmu, prometu, elektroprivredi i tako dalje.

## Opći podaci o Zemljinoj atmosferi
Zemljina atmosfera je smjesa plinova. Ako se u sustavu zraka ne uračunava vodena para, takva se smjesa zove suhi zrak. 
U sustavu atmosfere uvijek se nalaze i 3 promjenjiva sastojka: vodena para, ozon i ugljikov dioksid. Značajka je tih plinova da znatno apsorbiraju zračenje Sunca i Zemlje, i time bitno utječu na temperaturu atmosfere i Zemlje. U posljednja dva stoljeća zamjećuje se povećanje ugljikovog dioksida CO2 na čitavoj Zemlji, količina se poduplala. Zbog utjecaja čovjekovih djelatnosti povećava se u svjetskim razmjerima i sadržaj drugih plinskih primjesa, kao što su ugljikov monoksid CO, sumporov dioksid SO2, dušikovog dioksida NO2 i drugi. 
U sastavu atmosfere nalaze se i mnogobrojne krute i tekuće primjese koje lebde u zraku. To su takozvani aerosoli, koji su umjetnog ili prirodnog porijekla. Količina se aerosola povećala u zadnjih 70 godina za 50%. U velikim gradovima sadržaj aerosola je mnogo veći nego iznosi srednja koncentracija u čitavoj atmosferi. 
Sadržaj vodene pare u atmosferi koleba se u širokim granicama: od blizu 0% masenog udjela pri vrlo niskih temperaturama do 4% pri visokim temperaturama.

### Podjela atmosfere na slojeve
Po okomici atmosfera se proteže do 60 - 70 tisuća kilometara, iako se ne može govoriti o nekoj oštroj gornjoj granici. Uzima se da ukupna masa atmosfere bez vodene pare iznosi 5,157∙1018 kg, što je otprilike jedna milijuntina Zemljine mase. Oko 99% ukupne atmosferske mase nalazi se u sloju od 30 do 35 km iznad tla, a 50% ukupne mase u sloju do svega 5 km visine. 
Debljina je osnovne atmosferske mase zanemarljiva u usporedbi s njenim vodoravnim mjerama, pa zato i osnovne tvorevine, koje određuju vrijeme (fronte, ciklone i anticiklone) zauzimaju vodoravno prostranstva od stotine i tisuće kilometara, a po okomici od svega nekoliko kilometara. 
Po okomici može se podijeliti atmosfera prema 4 kriterija:
- sastav zraka i pojava električki nabijenih čestica,
- međudjelovanje atmosfere i Zemljine površine,
- promjena temperature s visinom,
- utjecaj atmosfere na letjelice.

Prema sastavu zraka, atmosferu čine donji sloj ili homosfera, od tla do visine 95 km, i gornji sloj ili heterosfera, iznad visine od 95 km. U homosferi se omjer osnovnih plinova (dušika, kisika i argona) i relativna molekulska masa zraka (μ0 = 28,9645) ne mijenjaju. U heterosferi, usporedo s molekulama dušika i kisika, pojavljuju se i atomi dušika i kisika, a relativna se molekulska masa zraka smanjuje s visinom. Sloj između 20 i 55 km, u kojemu se nalazi najveća koncentracija ozona, zove se ozonski omotač ili ozonosfera. Od 50 do 60 km iznad tla, s povećanjem visine naglo se povećava koncentracija nabijenih čestica (iona i elektrona), pa se taj sloj atmosfere zove ionosfera.
Ionosfera se sastoji od nekoliko slojeva (D na visini oko 60 km, E na visini od 90 do 120 km, F na visini većoj od 180 km) s povišenom koncentracijom iona. Vanjski pojas atmosfere, gdje se čestice rijetko sudaraju, a većina ih je električki nabijena, predstavlja radijacijski pojas Zemlje, debljine od 9 do 12 Zemljinih polumjera (magnetosfera). U tom se pojasu, zbog djelovanja magnetskog polja Zemlje, čestice voma kolebaju uzduž magnetskih silnica i imaju velike energije. 
Prema međudjelovanju atmosfere i podloge, atmosferu čini granični sloj (ili sloj trenja) i slobodna atmosfera. U graničnom sloju visine od 1 do 1,5 km, već prema vrsti podloge, na gibanje zraka utječu Zemljina površina i turbulentno trenje, a meteorološke pojave imaju izraziti dnevni hod. U slobodnoj atmosferi mogu se u prvom približenju (aproksimaciji) zanemariti sile trenja zraka. 
Prema promjeni temperature s visinom atmosferu čini nekoliko slojeva. Najdonji sloj atmosfere, koji se proteže do oko 11 km visine i u kojemu temperatura u prosjeku opada s visinom za 0,65 °C/100 m, zove se troposfera. U troposferi, iznad graničnog sloja sve do visine 6 - 8 km, nalazi se donja troposfera, a iznad toga sloja do vrha troposfere je gornja troposfera. 
Smanjenje temperature s visinom prestaje u troposferi na nekoj visini iznad koje temperatura umjereno opada (manje od 0,2 °C/100 m), ostaje stalna ili pak s visinom raste. Taj sloj iznad troposfere, na visini između otprilike 11 km i oko 50 km, zove se stratosfera. Prijelazni sloj između troposfere i stratosfere zove se tropopauza, i on u našim krajevima doseže visinu između 9 do 11 km, već prema godišnjem dobu i vremenskom stanju. U polarnim predjelima visina tropopauze iznosi od 8 do 10 km, a u ekvatorskom pojasu od 16 do 18 km. Na umjerenim zemljopisnim širinama temperatura iznad tropopauze najčešće se ne mijenja s visinom, a iznad tropskih i ekvatorijalnih predjela polagano raste.
Izotermičko stanje stratosfere zadržava se u prosjeku sve do visine 25 km, a iznad te razine temperatura raste zbog apsorpcije ultraljubičastog zračenja Sunca u sloju ozona (ozonski omotač). Srednja vrijednost okomitog temperaturnog gradijenta u sloju od 25 do 46 km iznosi - 0,28 °C/100 m. U prijelaznom sloju, takozvanoj stratopauzi, na visini od 45 do 54 km temperatura je blizu 0 °C, s mogućim odstupanjima ± 20 °C. 
U mezosferi (od 50 do 80 km), sloju atmosfere iznad stratosfere, temperatura zraka ponovno opada, i to prosječno - 0,35 °C/100 m. Na visini od 80 do 95 km postoji prijelazni sloj, takozvana mezopauza, u kojemu temperatura iznosi od - 85 °C do - 90 °C. Iznad mezopauze, u termosferi (od 90 do 450 km), temperatura ponovno raste, i to uglavnom zbog toga što kisik apsorbira Sunčevo zračenje valne duljine manje od 0,24 μm i pri tom disocira, pa nastaje atomni kisik. U termosferi temperatura raste s visinom i doseže vrijednosti i doseže vrijednosti i iznad 1 000 K. Na visinama iznad 1 000 km nalazi se egzosfera, odakle se plinovi šire u svemir. 
Čimbenici (parametri) atmosfere (temperatura, tlak zraka, gustoća zraka) veoma se mijenjaju u prostoru i vremenu, pa se može uglavnom govoriti samo o srednjim vrijednostima. 
Osnovna svojstva srednje okomite strukture atmosfere bile su određene međunarodnom standardnom atmosferom CIRA (eng. COSPAR International Reference Atmosphere) iz 1961., te standardnom ruskom atmosferom SA-73 iz 1975. CIRA je određivala podatke o atmosferi do 800 km visine; podaci iznad 200 km osnivaju se na mjerenjima pomoću umjetnih satelita. SA-73 određuje srednje vrijednosti osnovnih parametara atmosfere u rasponu visina od 0 do 50 km na zemljopisnoj širini 45° 32’, pri srednjoj Sunčevoj aktivnosti, a postoje i preporuke za visine od 50 do 120 km. Standardna atmosfera SAD iz 1976. proširena je do 1 000 km.

## Meteorološke pojave
Meteorološke pojave ili meteorološki elementi su veličine kojima se prikazuje fizikalno stanje atmosfere i fizikalne pojave u njoj. Glavne meteorološke pojave dijele se na pojave koji ponajviše ovise o djelovanju Sunca (jakost i trajanje Sunčeva zračenja, temperatura zraka), na one pojave koji određuju stanja i promjene mehaničke naravi uz utjecaj sile teže (tlak zraka i vjetar) i na pojave koje su u vezi s vodenom parom u atmosferi (vlaga zraka, oblaci, oborine). U meteorološke pojave ubrajaju se također toplinsko zračenje atmosfere i Zemlje, vodoravna vidljivost, snježni pokrivač, optičke i električne pojave u atmosferi i drugo. Meteorološke pojave utječu jedne na druge, a njihove se vrijednosti mijenjaju vremenski i od mjesta do mjesta. Skup vrijednosti meteoroloških pojava na određenome mjestu u određenome trenutku naziva se vrijeme. Vrijednosti meteoroloških pojava određuju se redovito mjerenjem i motrenjem na meteorološkim postajama.

### Oblaci i oborine
Ako u nekom dijelu Zemljine atmosfere koji je zasićen vlagom pada temperatura, kondenzirat će se vodena para i stvarati vodene kapljice. Stvaraju li se te kapljice blizu tla, nastat će magla, a stvaraju li se u većim visinama, nastat će oblaci. Oblaci nastaju i na taj način da se topli zrak kao specifički lakši diže uvis, gdje je niža temperatura. Sadrži li taj zrak veliku količinu vlage, ona će se zbog ohlađivanja kondenzirati, i time će nastati oblaci. Stvaranju magle pogoduju prašina i dim koji se nalaze u zraku. Čestice prašine i dima čine jezgre kondenzacije vodene pare koja je ohlađena ispod rosišta. Zimi odnosno na visokim planinama, kada je temperatura vrlo niska, smrzavaju se vodene kapljice u sitne kristale, koje stvaraju snijeg. 
Kiša se sastoji od krupnih kapljica vode. Da bi iz oblaka padala kiša, moraju od sitnih kapljica nastati krupnije, jer sitne kapljice padaju sporo, pa se na putu ispare. Ljeti zbog brzog i velikog zagrijavanja diže se u visinu zrak s velikim sadržajem vlage, gdje se ohladi ispod 0 °C. Kako ljeti sadrži zrak više vlage nego zimi, stvorit će se ohlađivanjem veliki kristali odnosno led, koji pada kao tuča na Zemlju. Zemaljska površina gubi noću ižarivanjem velik dio topline, koju je danju primila putem Sunčeve svjetlosti. Zbog toga nastaje ohlađivanje zraka, a time kondenzacija suvišne vlage u obliku kapljica na površini Zemlje. To je rosa. Zimi zbog istog razloga nastaje ohlađivanje ispod 0 °C, a time smrzavanje rose u obliku iglica, što se zove mraz. 
Sve navedene meteorološke pojave, to jest kiša, snijeg, tuča, rosa i mraz, koje nastaju zbog kondenzacije vodene pare u zraku, zovu se oborine. Količina oborina mjeri se visinom sloja vode u milimetrima po četvornom metru (mm/m2) koga bi stvorila voda oborina kad bi ostala na tlu, a da se ne ispari, a niti otiče u zemlju. Na primjer ako se kaže da je u toku 24 sata na nekom mjestu količina oborina 2 mm, to znači da je palo toliko kiše da na svaki m2 dolazi 2 litre vode. Naime sloju vode visine 1 mm na površini od 1 m2 odgovara količina vode od 1 litre, to jest 1 dm3. Suhi krajevi imaju ispod 500 mm oborina godišnje. Za mjerenje količine oborina služi mjerni instrument kišomjer, pluviometar ili ombrometar.

### Temperatura zraka
Temperatura zraka, u meteorologiji, je temperatura u prizemnom sloju atmosfere koja nije uvjetovana toplinskim zračenjem tla i okoline ili Sunčevim zračenjem. Mjeri se na visini od 2 metra iznad tla. Temperatura zraka mijenja se tijekom dana i tijekom godine. Dnevni hod ovisi o dobu dana i veličini i vrsti naoblake i može se znatno promijeniti pri naglim prodorima toploga ili hladnoga zraka ili pri termički jako izraženim vjetrovima, na primjer fenu, činuku ili buri. Godišnji hod ovisi o položaju Zemlje prema Suncu, zemljopisnom položaju mjesta, te o klimatskim promjenama. U našim zemljopisnim širinama u prosjeku je najhladniji mjesec siječanj, a najtopliji srpanj. Zbog utjecaja topline tla, uz samo tlo temperatura zraka naglo se mijenja, pa razlika između temperature zraka na 2 metra visine i one pri tlu može iznositi i do 10 stupnjeva. Temperatura zraka pri tlu mjeri se termometrima postavljenima 5 centimetara iznad tla. Najniža je do sada izmjerena temperatura zraka – 89,2 °C na stanici Vostok (Antarktika, 1983.), a najviša 57,3 °C u mjestu Asisija (Libija, 1923.).
Površina Zemlje ugrijava se putem Sunčevih zraka. Zrak se ipak ne zagrijava Sunčevim zrakama, nego od Zemljine površine. Zbog toga temperatura zraka opada s visinom. Iznos za koliko padne temperatura zraka, kad se popnemo 100 metara vertikalno uvis, naziva se vertikalni gradijent temperature. Mjerenja su pokazala da do 4 000 metara nadmorske visine temperatura zraka za svakih 100 metara opada prosječno 0,5 °C ili 5 °C za 1 kilometar. Osim toga temperatura zraka ovisi i o zemljopisnoj širini. Temperatura se također mijenja s godišnjom dobi i tokom dana. Najniža dnevna temperatura u našim krajevima je između 4 i 8 sati, a najviša između 14 i 16 sati. Srednja godišnja temperatura je srednja vrijednost svih temperatura tokom godine. Promjena temperature se ne opažaju duboko u unutrašnjosti Zemlje. Već u dubini od 6 metara vlada gotovo stalno srednja godišnja temperatura u tom mjestu. 

### Razdioba atmosferskog tlaka
Za proučavanje meteoloških pojava vrlo je važna raspodjela (razdioba) atmosferskog tlaka na površini Zemlje. Atmosferski tlak ovisi ne samo o nadmorskoj visini nekog mjesta nego također o sastavu zraka i o njegovom zagrijavanju. Čim ima više vlage u zraku, bit će atmosferski tlak manji, jer je vlaga lakša od zraka. Da bismo mogli uspoređivati međusobno tlakove koji vladaju na raznim mjestima zemaljske površine, moraju se oni svesti, kažemo, reducirati na morsku razinu. Spojimo li na zemljopisnoj karti sva mjesta koja imaju isti atmosferski tlak, dobit ćemo krivulje izobare. Visina atmosferskog tlaka mjeri se u meteorologiji paskalima (obično hektopaskalima) ili barima (obično milibar): 1 hPa = 100 Pa = 1 mbar. 

### Vjetar
Vjetar je gibanje zraka koji nastaje zbog različitog atmosferskog tlaka. Brzina vjetra određuje se spravom ili koja se zove anemometar. Sila kojom razlika atmosferskih tlakova djeluje na zrak okomita je na izobari. Ta je sila to veća što je veća razlika tlakova. Tamo gdje su dvije izobare bliže, sila je veća nego ondje gdje su izobare više razmaknute. Na smjer vjetra znatno utječe vrtnja Zemlje. Da se Zemlja ne okreće, vjetar bi puhao okomito na izobaru, to jest od izobare većeg tlaka prema izobari manjeg tlaka. Ali zbog vrtnje Zemlje vjetar uvijek skreće s tog smjera. Za poznavanje jakosti vjetra mora se znati pad tlaka. Pad tlaka izražen u torima na duljini jednog Zemljinog stupnja ili 111 kilometara zove se barometarski gradijent.

### Ciklona i anticiklona
Izobare su nepravilne i zatvorene krivulje koje pokazuju raspodjelu atmosferskog tlaka na površini Zemlje. Mjesto na kojem vlada najniži atmosferski tlak zove se barometarski minimum, depresija ili ciklona, a mjesto na kojem vlada najveći atmosferski tlak zove se barometarski maksimum ili anticiklona. Zbog razlike tlaka nastat će gibanje zraka od anticiklone prema cikloni. U cikloni diže se zrak uvis, a u anticikloni se spušta prema dolje. Stoga će na površini Zemlje puhati vjetar od anticiklone prema cikloni, a u visini obratno. U ciklonu će se zrak koji se diže uvis ohlađivati, pa ako je zasićen vodenom parom, nastat će kondenzacija, a time i naoblaka. Stoga u krajevima ciklone vladaju vjetrovi, tmurno vrijeme, kiša ljeti, a snijeg zimi. Obratno je stvar u anticikloni, gdje nastaje spuštanje zraka i njegovo zagrijavanje. U anticikloni vlada miran zrak, nebo je vedro, velika žega ljeti, a studen zimi. No često, naročito zimi, u donjim slojevima anticiklone nastaju niski oblaci ili magla. 

## Mjerne jedinice meteoroloških pojava

### Tlak zraka
Tlak zraka određen je silom (pritisak) koja djeluje okomito na površinu. Mjerna jedinica u Međunarodnom sustavu SI jest paskal (oznaka: Pa):
{\displaystyle {\mbox{Pa}}={\frac {\mbox{N}}{{\mbox{m}}^{2}}}={\frac {\mbox{kg}}{{\mbox{m}}\cdot {\mbox{s}}^{2}}}}
U meteorologiji se upotrebljava izvansustavna, ali iznimno dopuštena jedinica tlaka bar (oznaka: bar), ali najčešće njena decimalna jedinica milibar (oznaka: mbar). Kako je:
{\displaystyle {\mbox{bar}}=10^{5}\,{\mbox{Pa}}=100\,000\,{\mbox{Pa}}}
onda vrijedi:
{\displaystyle {\mbox{mbar}}=100\,{\mbox{Pa}}}
Oznake b za bar ili mb za milibar nisu dozvoljene.
Tlak se na barometru s tekućinom mjeri visinom stupca žive, pa je stara jedinica tlaka bila milimetar živina stupca (oznaka: mmHg) i iznosi:
{\displaystyle 1\,{\mbox{mmHg}}=133,322\,{\mbox{Pa}}=1,333\,22\,{\mbox{mbar}}}
i vrijedi:
{\displaystyle 1\,{\mbox{bar}}=1\,000\,{\mbox{mbar}}=750\,{\mbox{mmHg}}}

### Temperatura zraka
Mjerna jedinica termodinamičke (takozvane apsolutne) temperature T jest kelvin (oznaka: K), a temperature t prema Celziju jest Celzijev stupanj (oznaka: °C). Po vrijednosti:
{\displaystyle {\mbox{K}}={\mbox{°C}}}
s time što između termodinamičke i Celzijeve temperature postoji odnos:
{\displaystyle T\,({\mbox{K}})=273,15+t\,({\mbox{°C}})}

### Tlak vodene pare
Tlak vodene pare parcijalni je tlak vodene pare, izražen u milibarima. Uz zadanu temperaturu, tlak vodene pare ne može premašiti neku određenu vrijednost E, koja se naziva tlakom zasićene vodene pare. Iznos E ovisi o temperaturi i raste s temperaturom, a različit je nad vodom EV i nad ledom EL. 
Tablica: tlak zasićene vodene pare u zavisnosti od temperature:
| Temperatura | Tlak nad vodom | Tlak nad ledom |
| t (°C)      | EV (mbar)      | EL (mbar)      |
| ----------- | -------------- | -------------- |
| - 40        | 0,189          | 0,129          |
| - 30        | 0,51           | 0,40           |
| - 20        | 1,25           | 1,03           |
| - 10        | 2,86           | 2,60           |
| 0           | 6,11           | 6,11           |
| 10          | 12,27          |                |
| 20          | 23,37          |                |
| 30          | 42,43          |                |
| 40          | 78,30          |                |
| 50          | 123,34         |                |

### Apsolutna vlaga
Apsolutna vlaga a jest masa vodene pare po obujmu vlažnog zraka i obično se izražava u gramima po kubnom metru (g/m3).

### Relativna vlaga
Relativna vlaga U omjer je parcijalnog tlaka vodene pare e i tlaka zasićene vodene pare E, pri istoj temperaturi nad ravnom površinom čiste vode:
{\displaystyle U={e \over E_{V}}}
Obično se izražava u postocima, pa je za potpuno suhi zrak U = 0%, a za zrak potpuno zasićen vodenom parom U = 100%.

### Specifična vlaga
Specifična vlaga s omjer je mase vodene pare i ukupne mase vlažnog zraka u istom obujmu (volumenu). Između tlaka vodene pare e i specifične vlage s postoji veza:
{\displaystyle s={\frac {0,622\cdot e}{p-0,378\cdot e}}\ }
gdje je: p - tlak zraka, faktor 0,622 - omjer plinskih konstanti suhog i vlažnog zraka, a faktor 0,378 - nadopuna do jedan.

### Omjer miješanja
Omjer miješanja m je omjer mase vodene pare i mase suhog zraka u istom volumenu:
{\displaystyle m={\frac {0,622\cdot e}{p-e}}\ }
Između specifične vlage s i omjera miješanja m vrijede odnosi:
{\displaystyle s={\frac {m}{1+m}}\ }
i još:
{\displaystyle m={\frac {s}{1-s}}\ }

### Rosište
Rosište je temperatura τ na kojoj vodena para, uz konstantni tlak zraka i konstantnu specifičnu vlagu, postaje zasićenom, dakle e = E, pa pri daljem sniženju temperature počinje kondenzacija vodene pare. Razlika između temperature zraka t i rosišta τ zove se deficit rosišta.

### Brzina vjetra
Brzina vjetra izražava se u metrima u sekundi (m/s), kilometrima na sat (km/h), te u izvansustavnoj, iznimno dopuštenoj mjernoj jedinici čvor = 1,852 km/h = 0,514 m/s. Za procjenu jačine vjetra upotrebljava se takozvana Beaufortova ljestvica (prema engleskom admiralu F. Beaufortu, koji ju je sastavio 1808.). Ljestvica ima 13 stupnjeva kojima su pridijeljeni nazivi vjetrova. Za svaki stupanj određeni su i učinci vjetra na predmete na moru ili na kopnu, pa se promatranjem pojava može procijeniti i jačina vjetra. 
Budući da je brzina vjetra vektorska veličina, mora se pored brzine označiti i njegov smjer. Smjer vjetra određuje se zemljopisnom stranom Zemlje iz koje vjetar dolazi, a označuje se ili uobičajenim slovnim kraticama glavnih smjerova kompasa, ili iznosom kuta za koji smjer vjetra odstupa od sjevera, mjereno u smjeru kazaljke na satu.

## Sinoptička karta i prognoza vremena
Da bi se dobili svi podaci o kojima ovisi vrijeme, organizirana je u svakoj državi meteorološka služba pomoću meteoroloških stanica. Na tim stanicama mjere se u određeno vrijeme tokom dana i noći svi potrebni podaci kao tlak, temperatura, vjetar, oborine i promatra naoblaka. Sve podatke o vremenu objavljuje u svakoj državi određena stanica, pa se na osnovi tih podataka sastavlja vremenska karta, koja se zove sinoptička karta. U toj su karti ucrtane izobare, a pomoću posebnih znakova unesene su temperatura, vlažnost zraka, te smjer i jakost vjetra. Na temelju sinoptičke karte meteorolozi određuju kretanje zračnih masa i njihova svojstva, a ujedno i kretanje ciklone. Europska ciklona uglavnom ima središte u području Islanda i kreće se prema istoku brzinom od 25 do 40 km/h, a zahvaća područje s promjerom do 3 000 km. Prema navedenim podacima mogu meteorolozi dati prognozu vremena, to jest unaprijed reći kakvo će biti vrijeme. Prognoza vremena je vrlo važna u pomorskom i zračnom saobraćaju, te u poljoprivredi.

## Međunarodne organizacije
- Američko meteorološko društvo

## Vanjske poveznice
|  | Zajednički poslužitelj ima još gradiva o temi Meteorologija |